# 奎宿七
奎宿七（ν And，仙女座ν）是仙女座的双星，距离地球约680光年。
奎宿七是一个分光双星系统，成员星分别为蓝白B型主序矮星和黄白F型主序矮星。双星系统的视星等为+4.53，绕行周期为4.2828天。

## 位置

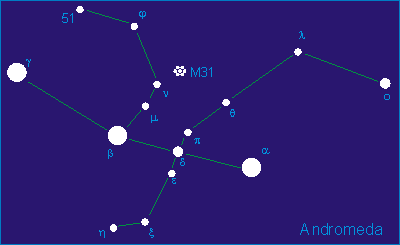
Diagram of Andromeda constellation

奎宿七位于仙女座的如下位置：